# Willem II in het seizoen 1974/75
Het seizoen 1974/1975 was het 21e jaar in het bestaan van de Tilburgse betaaldvoetbalclub Willem II. De club kwam uit in de Nederlandse Eerste divisie en eindigde daarin op de 14e plaats. Tevens deed de club mee aan het toernooi om de KNVB Beker, hierin werd in de eerste ronde, na verlenging, verloren van SC Cambuur (2–2).

## Wedstrijdstatistieken

### Eerste divisie
|       | SC Amersfoort | FC Den Bosch '67 | SC Cambuur | FC Dordrecht | Eindhoven | Fortuna SC | FC Groningen | Heerenveen | Helmond Sport | SC Heracles '74 | N.E.C. | PEC Zwolle | SVV   | Veendam | Vitesse | FC Vlaardingen '74 | Volendam | FC VVV |
| ----- | ------------- | ---------------- | ---------- | ------------ | --------- | ---------- | ------------ | ---------- | ------------- | --------------- | ------ | ---------- | ----- | ------- | ------- | ------------------ | -------- | ------ |
| Thuis | 0 – 0         | 1 – 0            | 3 – 1      | 4 – 0        | 0 – 1     | 0 – 1      | 4 – 2        | 0 – 2      | 1 – 2         | 1 – 1           | 0 – 1  | 3 – 1      | 3 – 0 | 5 – 1   | 1 – 3   | 0 – 1              | 0 – 4    | 3 – 0  |
| Uit   | 0 – 1         | 1 – 0            | 2 – 2      | 2 – 1        | 0 – 1     | 4 – 0      | 2 – 1        | 0 – 0      | 3 – 0         | 5 – 1           | 0 – 0  | 1 – 0      | 2 – 1 | 3 – 1   | 1 – 0   | 1 – 2              | 1 – 2    | 2 – 0  |

### KNVB beker
| 1e ronde                                         | SC Cambuur                            | 2 – 2 (1 – 0, 1 – 1) Na verlenging | Willem II                   |
| 6 oktober 1974 Plaats: Leeuwarden Cambuurstadion | Thomas Haan 86' Hans Bleijenberg 107' |                                    | 26', 119' Cees van den Berg |

## Statistieken Willem II 1974/1975

### Eindstand Willem II in de Nederlandse Eerste divisie 1974 / 1975
| Stand | Gespeeld | Gewonnen | Gelijk | Verloren | Punten | Doelpunten voor | Doelpunten tegen |
| ----- | -------- | -------- | ------ | -------- | ------ | --------------- | ---------------- |
| 14e   | 36       | 12       | 5      | 19       | 29     | 42              | 51               |

### Topscorers
| #                 | Naam                 | Goal |
| ----------------- | -------------------- | ---- |
| 1.                | Piet van Dijk        | 9    |
| 2.                | Cees van den Berg    | 7    |
| 3.                | Johan Havermans      | 6    |
| 4.                | Bert Wielaert        | 4    |
| 5.                | Joop van den Berg    | 3    |
| 5.                | Don van Riel         | 3    |
| 7.                | Hans Eijkenbroek     | 2    |
| 7.                | Rinus Poldermans     | 2    |
| 9.                | Harrie Hilverts      | 1    |
| 9.                | Wim Hofkens          | 1    |
| 9.                | Hans Leushuis        | 1    |
| 9.                | Henk van Meteren     | 1    |
| 9.                | Jacques van Stippent | 1    |
| Onbekend doelpunt |                      |      |
| –                 | Onbekend             | 1    |
| Totaal            | Totaal               | 42   |

| #      | Naam              | Goal |
| ------ | ----------------- | ---- |
| 1.     | Cees van den Berg | 2    |
| Totaal | Totaal            | 2    |